# 杜洪
杜 洪（と こう、生年不詳 - 352年）は、五胡十六国時代後趙の人物。京兆郡の出身。冉閔の乱により中原が乱れると、長安を占拠して自立した。

## 経歴
元々は京兆郡の豪族であったという。
後趙に仕え、長安の守将であった車騎将軍王朗の軍中司馬の地位にあった。
350年1月、鄴を鎮守する武徳王石閔（後の冉閔）と襄国を鎮守する新興王石祗の対立が激化すると、王朗は征東将軍麻秋と共に長安を離れて洛陽に入った。8月、杜洪はこの機に乗じて長安を占拠し、東晋の征北将軍・雍州刺史を自称した。また、張琚を司馬に任じた。関中にいる民は胡漢問わず、みなその傘下に入った。
枋頭に割拠していた氐族酋長の苻健は関中攻略を目論んでいたが、その目論みがばれないように、あえて石祗から官爵を授かって従属する振りをし、さらに宮殿の造成や農耕に励み、杜洪の油断を誘った。
やがて、全軍を挙げて西征を開始した。そして、弟の輔国将軍苻雄に5千の兵を与えて潼関へ派遣し、甥の揚武将軍苻菁に7千を与えて軹関へ派遣し、苻健は自ら大軍を率いて苻雄の後詰めとなった。これを聞いた杜洪は苻健へ書を送って侮慢した。さらに、張琚の弟である張先（『十六国春秋』では張光と記される）を征虜将軍に任じ、3千の兵を与えて潼関の北へ派遣して苻雄を防がせた。だが、張先は大敗を喫して長安へ逃げ戻った。その為、杜洪は関中の兵を総動員して迎撃準備を整えた。弟の杜郁は降伏を勧めたが、杜洪は聞き入れなかった。すると、杜郁は自らの軍ごと苻健へ降伏してしまった。
杜洪は毛受・徐磋・白犢らに各々数万の兵を与えて渭水の北砦を守らせていたが、苻雄が到来すると、彼らはみな杜洪からの使者を斬り殺し、子息を人質にして苻健へ降伏してしまった。さらに、苻菁・魚遵の侵攻により、城砦は次々と降伏した。杜洪は大いに恐れ、長安を固く守った。
9月、苻菁が渭北に進むと、杜洪は再び張先に迎え撃たせたが、敗れて捕らえられた。これにより、三輔の郡県は尽くが苻健の傘下に入った。
10月、苻健は進軍を続けて長安を攻撃した。これにより、杜洪は張琚と共に司竹へ逃走した。11月、苻健は長安へ入城した。これにより、秦州・雍州の胡漢はみな苻健に寝返った。
351年3月、杜洪は東晋の梁州刺史司馬勲の下へ使者を派遣し、苻健討伐を請うた。4月、司馬勲は要請に応じて3万の兵で攻めたが、五丈原にて敗北し、南鄭まで撤退した。
352年1月、司馬勲は漢中へ退却すると、杜洪は宜秋に駐屯した。杜洪は自らが豪族である事から、かねてより張琚を軽んじていた。その為、逆に張琚により殺害されてしまった。張琚は秦王を自称した。

## 一部史書との食い違い
『十六国春秋』及び『晋書』司馬勲伝では、『晋書』苻健載記や『資治通鑑』とは異なる記載が為されている。以下、『十六国春秋』及び『晋書』司馬勲伝に記されている内容を記す。
杜洪は自らが豪族である事から、かねてより張琚を軽んじおり、また司馬勲が張琚の兵が強い事を恐れているのを知っていたので、司馬勲へ向けて「張琚を殺さねば、関中は国家の有するものでは無くなるでしょう」と語った。これにより、司馬勲は偽って張琚を呼び寄せ、座においてこれを殺害した。張琚の弟である張先は池陽に逃走し、兵を集めて司馬勲を攻めた。司馬勲はこれと幾度も争ったが次第に不利となった。杜洪はこの混乱に乗じて秦王を自称し、建昌と改元して百官を置いた。352年5月、苻健は杜洪の守る宜秋に歩騎2万を率いて侵攻し、杜洪は敗北して殺害された。
『晋書』苻健載記・『資治通鑑』では秦王を自称するのは張琚となっており、大きな相違がある。